# Гори Долі
«Гори Долі» (фр. Les monts de destin) — науково-фантастична повість 1966 року французького письменника Франсіса Карсака. У ній описуються події, що передують тим, з якими читача знайомить роман «Леви Ельдорадо».
Твір входить до циклу «Тераї Лапрад».

## Сюжет
Тераї Лапрад і його генетично модифікований лев Лео прибувають на планету Офір-2, де Лапрад повинен працювати за контрактом геологом. На планеті мешкає раса під назвою пухі або стіки, яка була розвиненою кілька тисяч років тому, а зараз з незрозумілих причин вимирає. Тераї вирішує з'ясувати причину деградації пухі, але йому доводиться протистояти незрозумілій ненависті деяких працівників корпорації ММБ, на чолі з директором на планеті Старжоном.
Тераї знайомиться зі старим, алкоголиком геологом Мак-Грегором, який раніше був директором і одним із найкращих фахівців, але в ході однієї з місій в Горах Долі щось зломило його дух. Пухі також попереджають Тераї, щоб люди не ходили в Гори Долі. Після загибелі Мак-Грегора, прикрившись Тераї від пострілу вбивць, підісланих Старжоном (старий геолог з точністю до хвилини знав годину своєї загибелі і саме тому спився) герой вирушає в Гори Долі.
Він знаходить там храм з інопланетною істотою Фленг-Ши, яка розповідає йому, що якась високорозвинена раса акнеан знищила його расу і рідну планету. Акнеане вимирали і в безсилій люті розшукували планети з розумними істотами. Частину планет вони знищували, а на інших встановлювали Храми долі — місця, де кожен міг дізнатися про своє майбутнє. Фленг-Ши вбудуваний в біокібернетичну систему, яка пророкує майбутнє. Підступний план вдався і тут — пухі, що швидко розвивалися, були зламані назавжди, так як більшість, дізнавшись своє майбутнє, здійснювали масові самогубства, а у решти був погублений дух ініціативи. Тут також побували Мак-Грегор і Старжон. Фленг-Ши, виснажуючи запаси енергії, востаннє передбачає майбутнє для Тераї і його лева, після чого на прохання Фленг-Ши Тераї знищує оракула і всю апаратуру.

## Цікаві факти
- Тераї Лапрад працює на ММБ, тоді як у «Левах Ельдорадо» він затятий противник цієї організації.
- У повісті розкривається доля деяких героїв роману «Леви Ельдорадо». Рекомендується читати після прочитання роману.